# ديشار تشيلي
ديشار تشيلي (الاسم العلمي: Pteris chilensis) هو نوع نباتي يتبع جنس الديشار من فصيلة الديشارية.